# Oslo Østre Skytterlag
Oslo Østre Skytterlag, gemeinhin „Østre“ genannt, ist ein Schützenverein aus Årvoll in Oslo.

## Geschichte
Der Verein wurde am 3. Februar 1883 als Oslo Kristiania Østre gegründet. Der Verein hat in Årvoll einen eigenen Schießstand, direkt neben dem Lillomarka. Der Schießstand wurde 1998 mit 50-Meter-, 100-Meter- und 200-Meter-Bahnen fertiggestellt und seitdem um einen Umkleideraum und eine 15-Meter-Bahn erweitert. Vor kurzem wurde der Schießstand mit elektronischen Zielscheiben auf 100 und 200 Metern anstelle von Zielscheiben renoviert, und die 50-Meter-Bahn wurde entfernt.
Die Mannschaft hat mehrere Olympiasieger und Weltmeister hervorgebracht. Zu den berühmten Athleten des Teams gehörten: Gudbrand Skatteboe, Mauritz Amundsen, Odd Sannes, Rolf Bergersen, Willy Røgeberg, Magne Landrø, Kjell Skøien und Finn Amundsen.
Der Verein hat außerdem eine eigene Abteilung für das Skifahren.